# Simulium incanum
Simulium incanum es una especie de insecto del género Simulium, familia Simuliidae, orden Diptera.
Fue descrita científicamente por Loew, 1840.